# Rhynchodontodes soricalis
Rhynchodontodes soricalis là một loài bướm đêm trong họ Erebidae.